# 六氟磷酸亚铊
六氟磷酸亚铊是一种无机化合物，化学式为TlPF6，它在200 K时以Fm3m空间群结晶。它可由铊在低温和五氟化磷的无水氟化氢溶液反应，升温后结晶得到；或由六氟磷酸铵和氢氧化亚铊反应制得。

## 反应
六氟磷酸亚铊和[nBu4N][TCNE]或[TDAE][TCNE]反应，可以得到Tl[TCNE]或Tl2[TCNE]（其中TCNE为四氰基乙烯的阴离子）。
它可以分解为氟化亚铊和五氟化磷。